# Los novios (película de 1923)
Los novios (título original en italiano: I promessi sposi) es una película muda italiana de 1923 dirigida por Mario Bonnard y protagonizada por Domenico Serra, Nini Dinelli y Emilia Vidali, en la que interviene el actor español Bonaventura Ibáñez. Es una adaptación de la novela de 1827 Los novios escrita por Alessandro Manzoni.

## Argumento
Lago Como: Renzo y Lucia son dos labradores enamorados. Pero el cruel y despótico Don Rodrigo impide su matrimonio porque está secretamente enamorado de Lucia. Ambos tienen que huir separadamente de su pueblo lombardo y refugiarse en lugares diferentes: Renzo va a Milán y Lucia a un convento en Monza. Incluso la peste de 1600 contribuye a la prolongación de la separación de los dos amantes, quienes finalmente se encuentran en un hospital de Milán.

## Reparto
- Emilia Vidali como Lucia.
- Domenico Serra como Renzo.
- Ninì Dinelli como la monja de Monza.
- Mario Parpagnoli como Don Rodrigo.
- Rodolfo Badaloni
- Umberto Scalpellini como Don Abbondio.
- Ida Carloni Talli como Agnese.
- Raimondo Van Riel como el Griso.
- Olga Capri como Perpetua.
- Enzo Biliotti como fray Cristoforo.
- Bonaventura Ibáñez